# Мартинюк Ростислав Вікторович
Ростисла́в Ві́кторович Мартиню́к (нар. 2006) — український спортсмен бойових мистецтв; чемпіон Європи і світу.

## З життєпису
Займається бойовими мистецтвами від 2013 року. Спочатку був хортинг, став чемпіоном Європи та світу. По тому — бразильське джіу-джитсу. В грудні 2021 року здобув золото серед жовтих поясів на першості світу.